# Gerobrunettia geminata
Gerobrunettia geminata är en tvåvingeart som beskrevs av Quate 1967. Gerobrunettia geminata ingår i släktet Gerobrunettia och familjen fjärilsmyggor. Inga underarter finns listade i Catalogue of Life.